# Узбекистан на Универсиадах
Узбекистан принимает участие в Универсиадах начиная с летней Универсиады 1995 года в Фукуоке. На зимних Универсиадах спортивная делегация Узбекистана участвует начиная с Универсиады 1995 года в Хаке.
На настоящее время спортсмены Узбекистана на всех Универсиадах завоевали в сумме 54 медали, из них 9 золотых, все медали завоёваны на летних Универсиадах.
До 1993 года спортсмены Узбекистана выступали на Универсиадах в составе спортивной делегации СССР.

## Медальный зачёт
По состоянию на настоящий момент (после летней Универсиады 2021 и зимней Универсиады 2023).

### Медали на летних Универсиадах
| Универсиады    | Золото               | Серебро              | Бронза               | Всего                | Место                |
| -------------- | -------------------- | -------------------- | -------------------- | -------------------- | -------------------- |
| 1995 Фукуока   | 0                    | 0                    | 0                    | 0                    | —                    |
| 1997 Сицилия   | не участвовали       | не участвовали       | не участвовали       | не участвовали       | не участвовали       |
| 1999 Пальма    | 0                    | 1                    | 0                    | 1                    | 35                   |
| 2001 Пекин     | 1                    | 2                    | 2                    | 5                    | 21                   |
| 2003 Тэгу      | 2                    | 0                    | 1                    | 3                    | 20                   |
| 2005 Измир     | не участвовали       | не участвовали       | не участвовали       | не участвовали       | не участвовали       |
| 2007 Бангкок   | 1                    | 0                    | 1                    | 2                    | 40                   |
| 2009 Белград   | 0                    | 0                    | 0                    | 0                    | —                    |
| 2011 Шэньчжэнь | 0                    | 1                    | 0                    | 1                    | 50                   |
| 2013 Казань    | 2                    | 7                    | 10                   | 19                   | 24                   |
| 2015 Кванджу   | 1                    | 0                    | 0                    | 1                    | 39                   |
| 2017 Тайбэй    | 0                    | 0                    | 0                    | 0                    | —                    |
| 2019 Неаполь   | 2                    | 2                    | 4                    | 8                    | 19                   |
| 2021 Чэнду     | 0                    | 8                    | 6                    | 14                   | 36                   |
| 2023           | Универсиада отменена | Универсиада отменена | Универсиада отменена | Универсиада отменена | Универсиада отменена |
| Всего          | 9                    | 21                   | 24                   | 54                   |                      |